# Caribisis
Caribisis is een geslacht van neteldieren uit de klasse van de Anthozoa (bloemdieren).

## Soort
- Caribisis simplex Bayer & Stefani, 1987